# Gerald McRaney
Gerald Lee McRaney (Collins, 19 agosto 1947) è un attore statunitense.
È noto principalmente per il ruolo di Rick Simon nella serie televisiva Simon & Simon e quello di John McGillis in Agli ordini papà.

## Biografia
McRaney è nato a Collins, nel Mississippi, figlio di Clyde e Edna McRaney. È di origini scozzesi e choctaw. Ha frequentato il college presso l'Università del Mississippi. Prima di diventare attore, McRaney ha lavorato nei giacimenti petroliferi della Louisiana. Dopo aver interpretato un veterano del Vietnam in Simon & Simon e un ufficiale dei Marine nella serie Agli ordini papà, è sempre stato di grande conforto nei confronti di veterani e soldati, anche se non è un veterano. Ha fatto molte visite per sostenere i soldati nell'operazione Desert Storm. Durante un viaggio sponsorizzato dall'USO, McRaney ha visitato marinai e marines a bordo di navi militari a Tolone, in Francia, il giorno del Ringraziamento del 1993. Ha anche visitato le truppe durante l'operazione Restore Hope in Somalia nel 1993. Nell'agosto 2004, McRaney ha subito un intervento chirurgico per un cancro del polmone, a Houston, in Texas. Si è sposato tre volte: prima dal 1966 al 1971 con Beverly A. Root, da cui ha avuto due figli; poi dal 1971 al 1989 con Pat Moran, da cui ha avuto un figlio; dal 1989 è sposato con l'attrice Delta Burke. McRaney è di orientamento politico Repubblicano conservatore. È membro della National Rifle Association of America (NRA), un'organizzazione senza scopo di lucro che sostiene il diritto alle armi.

## Carriera
Dopo alcune partecipazioni a telefilm come L'incredibile Hulk, Hazzard, Agenzia Rockford e Terra promessa, acquista notorietà nel ruolo di Rick Simon nella serie degli anni 1980 Simon & Simon. Nel 1984 partecipa al film di Wolfgang Petersen La storia infinita dove interpreta il padre del protagonista. Noto anche per il ruolo del maggiore McGillis nella sit-com Agli ordini papà, dove interpreta un maggiore dei Marines che si ritrova alle prese con tre figlie acquisite. Negli anni successivi partecipa a molte serie TV come Il tocco di un angelo, Camelot - Squadra Emergenza, One Tree Hill, West Wing - Tutti gli uomini del Presidente, Deadwood, Mike & Molly, Fairly Legal. Nel 2002 prende parte al film Hansel & Gretel. Nel 2005 partecipa al videoclip della band statunitense Fall Out Boy Sugar, We're Goin Down. Nel 2006 lavora nella serie Jericho, dove interpreta Johnston Green, sindaco dell'omonima cittadina. Nel 2010 partecipa al film A-Team, dove interpreta il Generale Morrison, e alla serie televisiva Undercovers nel ruolo di Carlton Shaw. Nel 2012 partecipa nella serie Longmire nel ruolo del ricco padre del vice sceriffo Branch Connally. Nel 2015 prende parte alla serie Agent X. Dal 2018 interpreta l'Ammiraglio Hollace Kilbride nella serie televisiva NCIS: Los Angeles.

## Filmografia parziale

### Attore

#### Cinema
- La storia infinita (Die unendliche Geschichte), regia di Wolfgang Petersen (1984)
- A-Team (The A-Team), regia di Joe Carnahan (2010)
- Red Tails, regia di Anthony Hemingway (2012)
- The Best of Me - Il meglio di me (The Best of Me), regia di Michael Hoffman (2014)
- Focus - Niente è come sembra (Focus), regia di Glenn Ficarra e John Requa (2015)

#### Televisione
- Gunsmoke – serie TV, episodio 18x20 (1973)
- F.B.I (The F.B.I.) – serie TV, episodio 9x19 (1974)
- Le strade di San Francisco (The Streets of San Francisco) – serie TV, episodi 4x06-5x09 (1975-1976)
- La famiglia Bradford (Eight is Enough) – serie TV, un episodio (1977)
- CHiPs – serie TV, episodio 1x12 (1977)
- Hazzard (The Dukes of Hazzard) – serie TV, episodio 2x08 (1979)
- Simon & Simon – serie TV, 156 episodi (1981-1989)
- Easy Prey, regia di Sandor Stern – film TV (1986)
- Al di là del lago (The People Across the Lake), regia di Arthur Allan Seidelman – film TV (1988)
- Agli ordini papà (Major Dad) – serie TV, 96 episodi (1989-1993)
- Qualcuno che lei conosceva (Someone She Knows), regia di Eric Laneuville - film TV (1994)
- La signora in giallo (Murder, She Wrote) - serie TV, episodio 12x02 (1995)
- Il tocco di un angelo (Touched by an Angel) – serie TV, 7 episodi (1995-1998)
- Terra promessa (Promised Land) – serie TV, 73 episodi (1996-1999)
- Minaccia sotto il mare (Danger Beneath the Sea), regia di Jon Cassar – film TV (2001)
- West Wing - Tutti gli uomini del Presidente (The West Wing) – serie TV, 2 episodi (2001-2004)
- Deadwood – serie TV, 13 episodi (2005-2006)
- Jericho – serie TV, 22 episodi (2006)
- Undercovers – serie TV, 13 episodi (2010-2011)
- Fairly Legal – serie TV, 23 episodi (2011-2012)
- Mike & Molly – serie TV, 6 episodi (2012-2015)
- House of Cards - Gli intrighi del potere (House of Cards) – serie TV, 26 episodi (2013-2014)
- NCIS: Los Angeles – serie TV, 54 episodi (2014-2023)
- Agent X – serie TV, 10 episodi (2015)
- Un cappotto di mille colori (Dolly Parton's Coat of Many Colors), regia di Stephen Herek – film TV (2015)
- Castle – serie TV, episodi 8x14-8x22 (2016)
- This Is Us – serie TV, 10 episodi (2016-2022)
- 24: Legacy – serie TV, 12 episodi (2017)
- Shooter – serie TV, 5 episodi (2018)
- Deadwood - Il film (Deadwood: The Movie), regia di Daniel Minahan - film TV (2019)
- Dolly Parton: Le corde del cuore (Dolly Parton Heartstrings) – serie TV, episodio 1x03 (2019)

### Doppiatore
- Duncanville - serie TV, episodi 2x02, 2x08, 3x10 (2021-2022)
- I Griffin (Family Guy) - serie TV, episodio 21x12 (2023)

## Doppiatori italiani
Nelle versioni in italiano delle opere in cui ha recitato, Gerald McRaney è stato doppiato da:
- Paolo Buglioni in Simon & Simon (st. 5-8), Agli ordini papà, Doppio inganno, Mio figlio è innocente, Fairly Legal, Focus - Niente è come sembra, NCIS: Los Angeles (st. 13-14)
- Stefano De Sando ne Il tocco di un angelo (ep. 5x02), JAG - Avvocati in divisa, A-Team, The Best of Me - Il meglio di me, Deadwood - Il film
- Gino La Monica in Simon & Simon (st. 1-4), CSI - Scena del crimine, Longmire, Filthy Rich - Ricchi e colpevoli
- Michele Kalamera in Jericho, Mike & Molly, Castle (ep. 8x22), Manhattan
- Dario Penne in Undercovers, House of Cards, Castle (ep. 8x14), 24: Legacy
- Pietro Biondi in Hansel & Gretel, The Dead Zone, NCIS: Los Angeles (st. 10-12)
- Angelo Nicotra ne La famiglia Bradford, Southland
- Saverio Moriones in Inganno mortale, Non partire, Babbo Natale
- Giorgio Locuratolo in CHiPs, Santa Clarita Diet
- Gianni Giuliano in Dolly Parton: le corde del cuore, Paradise
- Dario De Grassi in One Tree Hill
- Romano Ghini in La signora in giallo
- Luca Biagini in Terra promessa
- Sergio Di Stefano ne Il piccolo giustiziere
- Emilio Cappuccio ne La storia infinita
- Sergio Di Giulio in Deadwood
- Gerolamo Alchieri in L'alba del D-Day
- Luciano De Ambrosis in Justfied
- Stefano Mondini in NCIS: Los Angeles (ep. 6x04)
- Augusto Di Bono in Una vita in gioco
- Franco Zucca in Agent X
- Alberto Olivero in The Funeral Party
- Claudio Sorrentino in This Is Us
- Giovanni Petrucci in This Is Us (ep. 6x17)
- Enzo Avolio in Shooter

Da doppiatore è stato sostituito da:
- Bruno Alessandro in Duncanville

## Premi e nomination
- Premio Emmy
  - Miglior attore guest star in una serie drammatica per This Is Us (2017)